# Табулдак (приток Кармасана)
Табулдак (баш. Табылдаҡ) — река в России, протекает в Башкортостане. Устье реки находится в 76 км по правому берегу реки Кармасан. Длина реки — 15 км.

## Местоположение
Река протекает по территории Благоварского района. Истоки реки находятся у деревни Табулдак, далее река течёт в северном и северо-восточном направлении. Протекая к югу от поселка Западный, наибольшую глубину и ширину река достигает около поселка Восточный. В районе деревни Новоакбашево впадает в реку Кармасан.
В реку впадает правобережный приток Уртакул.

## Данные водного реестра
По данным государственного водного реестра России относится к Камскому бассейновому округу, водохозяйственный участок реки — Белая от города Уфа до города Бирск, речной подбассейн реки — Белая. Речной бассейн реки — Кама.
Код объекта в государственном водном реестре — 10010201512111100025095.